# Mitch Fatel
Mitch Fatel, född 20 december 1968 i Manhattan, New York, är en amerikansk ståuppkomiker.
Fatel började med standup i 15-årsåldern och upptäckte under senare år att han kunde livnära sig på det. Han jobbade innan som diskare på en amerikansk restaurang vid namn Denny's.
Mitch Fatel turnerar då och då i USA och gästade regelbundet The Tonight Show with Jay Leno.